# Саут-Аламо (Техас)
Саут-Аламо (англ. South Alamo) — переписна місцевість (CDP) в США, в окрузі Ідальго штату Техас. Населення — 3414 особи (2020).

## Географія
Саут-Аламо розташований за координатами 26°9′6″ пн. ш. 98°6′28″ зх. д. / 26.15167° пн. ш. 98.10778° зх. д. (26.151766, -98.107850).  За даними Бюро перепису населення США в 2010 році переписна місцевість мала площу 5,28 км², уся площа — суходіл.

## Демографія
Згідно з переписом 2010 року, у переписній місцевості мешкала 3361 особа в 736 домогосподарствах у складі 669 родин. Густота населення становила 637 осіб/км².  Було 785 помешкань (149/км²). 
Расовий склад населення:
| - 96,0 % — білих - 3,8 % — осіб інших рас |

До двох чи більше рас належало 0,1 %. Іспаномовні складали 99,0 % від усіх жителів.
За віковим діапазоном населення розподілялося таким чином: 38,5 % — особи молодші 18 років, 56,7 % — особи у віці 18—64 років, 4,8 % — особи у віці 65 років та старші. Медіана віку мешканця становила 23,3 року. На 100 осіб жіночої статі у переписній місцевості припадало 101,5 чоловіків;  на 100 жінок у віці від 18 років та старших — 100,2 чоловіків також старших 18 років.
Середній дохід на одне домашнє господарство  становив 29 596 доларів США (медіана — 19 375), а середній дохід на одну сім'ю — 28 203 долари (медіана — 20 213). За межею бідності перебувало 47,5 % осіб, у тому числі 60,6 % дітей у віці до 18 років та 0,0 % осіб у віці 65 років та старших.
Цивільне працевлаштоване населення становило 958 осіб. Основні галузі зайнятості: роздрібна торгівля — 26,3 %, мистецтво, розваги та відпочинок — 11,8 %, будівництво — 11,7 %, освіта, охорона здоров'я та соціальна допомога — 11,6 %.